# Michael Sullivan (historien de l'art)
Pour les articles homonymes, voir Michael Sullivan et Sullivan.
Donovan Michael Sullivan (9 octobre 1916 – 28 septembre 2013) est un historien de l'art et collectionneur britannique né au Canada. Il fut l'un des pionniers occidentaux dans le domaine de l'histoire et la critique de l'art chinois.